# Баен Джума
Баен Джума (13 квітня 1994) — сирійська плавчиня.
Учасниця Олімпійських Ігор 2008, 2012, 2016 років.